# Promachus cothurnatus
Promachus cothurnatus là một loài ruồi trong họ Asilidae. Promachus cothurnatus được Bigot miêu tả năm 1859.